# WEG Industries
WEG S.A. er en brasiliansk multinational virksomhed indenfor elektriske produkter, elektricitet og automation. De har hovedkvarter i Jaraguá do Sul, Santa Catarina, tilstedeværelse i 100 lande og 31.000 ansatte. Deres produkter inkluderer elektriske motorer, generatorer, transformere, gear og overfladebehandling.